# Guerra civile bizantina del 1321-1328
La guerra civile bizantina del 1321-1328 fu una serie di conflitti combattuti, negli anni 1320, tra l'imperatore bizantino Andronico II Paleologo e suo nipote Andronico III Paleologo per il controllo dell'Impero bizantino.

## Preludio alla guerra civile
Dopo l'uccisione accidentale di suo fratello Manuele per una storia d'amore, l'imperatore Andronico II escluse Andronico III dalla successione, mentre Michele IX Paleologo, il figlio di Andronico II e primo in linea di successione, morì di dolore a seguito della morte del figlio.

## 1321: primo conflitto
Andronico III aveva molti sostenitori, primo fra tutti Giovanni Cantacuzeno e Sirgianni Paleologo, che acquistarono i loro governatorati in Tracia, dove il malcontento contro il vecchio imperatore era altissimo. A Pasqua del 1321, Andronico III fuggì dalla capitale verso Adrianopoli, dove fondò la sua corte e avviò una rivolta contro suo nonno. Sirgianni Paleologo condusse un grande esercito verso la capitale, costringendo il vecchio imperatore a negoziare. Il 6 giugno 1321 venne concluso un accordo di pace, per cui Andronico III fu riconosciuto co-imperatore e assegnato in Tracia e nel distretto di Macedonia, mentre il resto, tra cui Costantinopoli, rimaneva sotto Andronico II, il quale, come imperatore anziano, avrebbe diretto anche la politica estera dell'impero.

## 1322: secondo conflitto
L'accordo di pace del 1321 non durò a lungo, in quanto entrambi gli Andronico perseguivano una politica estera praticamente indipendente. All'interno della fazione di Andronico III sorse una spaccatura  tra Sirgianni e il Megas domestikos Giovanni Cantacuzeno. Sirgianni ritenne di non essere stato sufficientemente ricompensato per il suo sostegno ed era anche risentito per il trattamento di maggior favore mostrato da Andronico II verso Cantacuzeno. Inoltre, vi è anche una storia secondo la quale Andronico III tentò di sedurre la moglie di Sirgianni. Di conseguenza, nel dicembre 1321 Sirgianni passò a sostenere il vecchio imperatore, fuggendo a Costantinopoli. Premiato con il titolo di Megas Doux, convinse Andronico II a riprendere la guerra. Dopo che diverse città della zona di Costantinopoli si avvicinarono al giovane Andronico, venne stipulato un altro accordo nel luglio 1322, con il quale veniva ripristinato lo status quo precedente. Questo accordo tra nonno e nipote lasciò Sirgianni in una posizione scomoda. Avendo fallito nei suoi sforzi, iniziò a complottare per assassinare Andronico II e impadronirsi del trono. La trama venne però sventata e Sirgianni venne condannato al carcere a vita.
Il 2 febbraio 1325, Andronico III venne formalmente incoronato come co-imperatore dal nonno. Anche se ci furono pochi combattimenti durante questo conflitto, gli effetti ebbero un forte impatto sullimpero: movimenti di truppe costanti, ridussero il numero di contadini che avrebbero dovuto lavorare la terra (la base dell'esercito era costituita da contadini) riducendo così drasticamente la produzione agricola e il commercio.

## 1327-1328: terzo conflitto
Nel febbraio 1327 scoppiò un nuovo conflitto tra Andronico III Paleologo e suo nonno Andronico II, ma questa volta vennero coinvolti i paesi balcanici. Dalla parte di Andronico II si trovava il re serbo Stefano Uroš III Dečanski e dall'altra l'imperatore bulgaro Michele Sisman, come concordato dal trattato di Chernomen. Le battaglie vennero combattute per i territori macedoni e la conquista di questi territori, insieme alla città di Tessalonica, andò nelle mani di Andronico III Paleologo. Nel gennaio 1328 Andronico III e il suo comandante Giovanni Cantacuzeno entrarono a Tessalonica. Dopo queste vittorie in Macedonia, Andronico III decise di conquistare Costantinopoli e nel maggio 1328 entrò in città e costrinse suo nonno ad abdicare, assumendo così da solo il potere. Due anni più tardi il vecchio imperatore venne messo in un monastero dove morì il 13 febbraio 1332.
Con Andronico III Paleologo andò al potere una nuova generazione, che ebbe come capo Giovanni Cantacuzeno, responsabile della politica mentre Andronico III era responsabile dell'esercito. La guerra civile esaurì l'impero, il valore del denaro si svalutò, ma il nuovo governo si prese cura di leggi e tribunali.